# Directísimo
Directísimo va ser un programa de televisió, emès en la temporada 1975-1976 per Televisió Espanyola. Estava presentat per José María Íñigo i la realització era a càrrec de Fernando Navarrete. S'emetia els dissabtes a la nit.

## Format
Similar al del seu predecessor Estudio abierto, en el programa (que deu el seu nom a la circumstància que s'emetia en rigorós directe) es combinaven entrevistes a personatges cèlebres o curiosos amb actuacions musicals.

## Personatges entrevistats
Entre els personatges que van visitar el plató de Directísimo per a sotmetre's a les preguntes d'Íñigo figuren: Diana Ross, Tina Turner, Bud Spencer, Xavier Cugat, Johnny Weissmüller, Aleksandr Solzhenitsyn, Alain Delon, Jacqueline Bisset, Rita Hayworth o Sydne Rome.
Especial esment mereix el número de la cullera del mentalista Uri Geller que va causar una enorme repercussió en la Espanya dels anys 70.

## Fitxa tècnica
- Realització: Fernando Navarrete.
- Coordinació: Tomás Zardoya.
- Guions: Victorino del Pozo, Alejandro Heras Lobato, Jesús Mari de la Calle.
- Direcció: adjuny direcció Francisco Íñigo

## Premis
José María Íñigo va rebre el premi TP d'Or 1975 al millor presentador per la seva labor al capdavant del programa.